# Dolce & Gabbana
Dolce & Gabbana er et italiensk designmærke startet af Domenico Dolce og Stefano Gabbana.
Stefano Gabbana studerede grafisk design, mens Domenic Dolce fik en uddannelse indenfor modeverdenen.
Domenico Dolce og Stefano Gabbana er både forretningspartnere samt partnere i hverdagen. Parret mødte hinanden i 1980 i Venedig, hvor de begge arbejdede. De begyndte sammen at designe tøj i 1982 og slog i 1985 deres navne sammen, da arrangørerne af “Milano Collezioni” inviterede dem til at tage del i et fashion show for opdagelse af nye talenter.
I 1986 præsenterede de deres første selvstændige kollektion som blev anerkendt verdenen over. Fire år senere udgav de deres første herrekollektion og åbnede samme år en kvindetøjsbutik i Milano.
Siden dengang har de introduceret en linje med eksklusive dufte, samt åbnet andre modehuse i Italien, Japan, Hong Kong og London.
I 1994 lancerede Domenico Dolce og Stefano Gabbana en anden version af Dolce & Gabbana ved navn D&G.
D&G er et modemærke inspireret af gadelivet, musik og alt hvad der sker i nuet. D&G er Dolce & Gabbanas ungdomslinje og giver udtryk for en personlig stil, der er fri for begrænsninger og forudfattede holdninger.
D&G hitter specielt blandt trendsættere og alle der holder af frihed, ironi og uhøjtidelig mode, samt folk der vil udtrykke og ses som noget unikt.
Generelt fokuserer Dolce & Gabbana på luksus materialer og koster derfor en smule mere end underlinjen D&G. De kreerer, producerer og distribuere tøj, lædervarer, sko, accessories, parfume, briller, ure, smykker samt ikke mindst lækkert og eksklusivt undertøj.
De to grundlæggere har altid stået for alt det kreative og stilmæssige input på deres eksklusive mærker: Dolce & Gabbana og D&G.
I februar 2000 lancerede man D&G ure, som lige siden har været en utrolig succes og to gange om året lanceres en ny kollektion. D&G mærket har altid været et mærke, der har skilt sig ud fra mængden ved, at være originalt og ukontroversielt, men inspireret af glamour, rock n' roll og glitrende romantik.
Den 20. februar 2005 annoncerede de, at de ville gå fra hinanden efter 19 år. Stefano Gabbana udtalte ”dette er kærligheds-split og ikke et forretnings-split”. Senere udtalte han også ”Domenico og jeg er stadig rigtig gode venner og for vores forretnings skyld er vi stadig rigtig meget sammen. Hvad forretningen angår, så har den faktisk aldrig set bedre ud end lige netop nu”.
De senere italienske verdensmestre af VM 2006 i Tyskland, udarbejdede sammen med Dolce & Gabbana i begyndelsen af 2006 en undertøjskampagne. Flere profiler fra det italienske landsholdshold som Manuele Blasi, Fabio Cannavaro, Gennaro Gattuso, Andrea Pirlo og Gianluca Zambrotta stillede op i kampagnen.
Dolce & Gabbana er meget populære for deres designs til Hollywood stjerner; de har designet tøj til bl.a. Madonna, Gisele Bündchen, Jennifer Lopez, og Kylie Minogue. Firmaet ligger i Milano og stifternes privatliv blev offentligt i 2005, hvor parret annoncerede deres separation. De besluttede da, at firmaet ville fortsætte og de stadig ville designe sammen.

## Modeller
Dolce & Gabbana har benyttet en række kendte modeller, heriblandt:
- Tyra Banks
- Nadja Bender
- Frederik Fetterlein
- David Gandy
- Channing Tatum